# Буря (село)
Вижте пояснителната страница за други значения на Буря.
Бу̀ря е село в Северна България, община Севлиево, област Габрово.

## География
Село Буря се намира на около 17 km източно от град Севлиево. Разположено е на разлато възвишение южно от рида Голямата стена. Климатът е умереноконтинентален, почвите в землището са преобладаващо сиви горски. Надморската височина в центъра на селото при църквата е около 482 m, на юг нараства до около 510 – 515 m, а на северозапад намалява до около 455 m.
През село Буря минава третокласният републикански път III-609, който на изток води през съседното село Гостилица към град Дряново, а западно от Буря прави връзка с третокласния републикански път III-406.
В землището на село Буря, на течащата западно от селото река Негованка има два язовира и рибарник
Населението на село Буря, наброявало 1573 души при преброяването към 1934 г., намалява до 752 към 1985 г. и до 151 (по текущата демографска статистика за населението) към 2019 г.
При преброяването на населението към 1 февруари 2011 г., от обща численост 226 лица, за 166 лица е посочена принадлежност към „българска“ етническа група, за 53 – към „турска“ и за останалите няма посочени данни.

## История
През 1950 г. дотогавашното село Малкòчево е преименувано на Буря.

### При османското владичество над българските земи
До Освобождението селото е известно като Ходжа Омер и Малкочлар.
Османското завоевание изглежда заварва българско селище в района на местността Кьофери, тъй като според легендата тук в близост живели българи и тюркски колонисти. При верски спречквания селището е изоставено, като българите отишли в съседното село Гостилица, а турците се установили на мястото на днешното село.
За пръв път писмено името на селото е засвидетелствано в регистъра на ленните владения в Никополски санджак от 1479 г. като Ходжа Омер, с 9 мюсюлмански домакинства и приход от 791 акчета. Заедно с посоченото преди него село Сюлейман, то е съществувало и около средата на века, когато доходите му са били около два пъти по-малко и най-вероятно е наброявало само 3 – 4 домакинства. Следователно можем да отнесем възникването на Ходжа Омер към средата на века. И в този случай наименованието на селото идва от името на авторитетен турски предводител, който е водач на малка група тюркски колонисти, заселили се в района на днешното село Буря. Такава е общоприетата практика по онова време. От 1516 г. нататък селото се среща във всички документи като Малкочлар, по името на Малкоч баба.
Според проф. Николай Ковачев заселниците са били военна група, а Мария Донева, автор на историята на село Добромирка, смята, че се касае за юруци. Предположението си за юрушкия произход на заселниците тя гради върху факта, че и днес в района има запазено наименование на местност Юрушкото. Към този аргумент трябва да прибавим сведението от един турски документ от 1855 г., съхраняван в НБКМ под сигнатура ОА, 3/5, № 2539, в който се споменава за черибашията Дахил от Малкочлу (друго турско име на селото), а тази титла са носели юрушките военачалници. В регистъра от 1479 г. обаче юрушките поселения се отбелязват точно, а Ходжа Омер не се сочи като такова. Като причина за това може да се предположи обстоятелството, че юруците са преминали към уседнал начин на живот и са се смесили и с местно ислямизирано население. Само така може да се обясни липсата на изричното посочване в регистъра, че са юруци.

### След Освобождението
Освобождението заварва Малкочево като голямо турско село. След Освобождението повечето турци се изселват, а на тяхно място се заселват българи от Габровско и Дряновско.
В югоизточния край на селото се намира старо турско гробище със занемарено тюрбе на Малкоч баба, легендарния покровител на селото.
В село Буря е издигнат паметник на Стефана Цонева (Буря) – партизанка, загинала през 1943 г. в сражение край селото – тогава Малкочево, на чието партизанско име то е наречено. Има и паметник на загиналите във войни жители.

#### Църква
Основният камък на църквата ”Света Параскева” е положен на 22 юли 1897 г., а строителството е завършено през 1898 г. Осветена е на 14 октомври 1902 г. от търновския митрополит Антим.

#### Училище
През учебната 1886 – 1887 г. е открито от няколко жители на селото частно начално училище с една паралелка. Постепенно то се разраства и през учебната 1907 – 1908 г. е начално училище с 4 паралелки – от I до IV отделение. През учебната 1913 – 1914 г. поради заразните болести морбили и коклюш учебният материал не е взет, децата не посещават редовно учебните занятия и нито един ученик не е преминал в по-горно отделение. През учебната 1921 – 1922 г. към училището е открит един прогимназиален клас. Неговото съществуване, обаче е било колебливо, поради липса на учители. През 1927 – 1928 учебна година I клас отново се открива и от тогава училището се води Народно основно училище. През учебната 1961 – 1962 година се открива VIII клас и с това се осъществява задължителното вече осмокласно основно образование. От 1991 г. от наименованието отпада думата „народно“ и училището се преименува в Основно училище „Христо Ботев“ – село Буря. От учебната 1997 – 1998 г. училището се закрива.

#### Читалище
Читалището в село Буря (тогава Малкочево) е основано през 1921 г. под името „Пробуда“. След 1944 г. е извършено прочистване на литературата в читалищната библиотека и заедно с книгите са унищожени и част от архивните документи. От 1967 г. читалището разполага със свой културен дом.

#### Потребителна кооперация
На 24 април 1919 г. в присъствието на 50 души земеделски стопани от село Буря (тогава Малкочево) се основава Кредитна потребителна кооперация „Прогрес“. Още в първите дни кооперацията развива енергична дейност: приема спестовни влогове, отпуска заеми на селяните за покупка на добитък и инвентар, доставя разни хранителни и колониални стоки на селското население, изкупува селскостопански произведения. През 1920 г. кооперацията открива магазини в наета за целта сграда. Дейността на кооперацията през 1926 г., поради редица неудачи, като вересии, слабо ръководство, малък капитал и други почти спира. Благодарение на решението на извънредното общо събрание на 27 март 1926 г. за увеличаване на дяловия капитал от 100 на 200 лева дейността на кооперацията се стабилизира и нараства. След 1944 г. дейността на кооперацията включва: търговия на дребно, обществено хранене, изкупуване селскостопански произведения, дървообработване, млекопреработване, изваряване на ракии, пулпопроизводство, плодосушене и други. През 1954 г. е построена търговска сграда, през 1959 г. кооперацията – вече Потребителна кооперация Прогрес, открива фурна и започва производство и продажба на хляб. През март 1980 г. на основата на потребителните кооперации в селата Буря, Гостилица и Върбаново се учредява районна потребителна кооперация със седалище град Дряново и кооперацията в Буря спира самостоятелната си дейност.

#### Електротелферен завод „Съюз“
Заводът се създава като самостоятелно предприятие през 1971 г. с наименование Електротелферен завод (ЕТЗ) „Съюз“ – село Буря на основата на цеха за тролеи, колички и осигурителни пръстени за електротелферите към ЕТЗ „Подем“ – Габрово с висшестояща организация ДСО „Балканкар“. Предметът на дейност е производство на телфери и складова механизация. От 1976 г. влиза в състава на Стопанския комбинат (СК) за телферостроене – Габрово. През 1980 г. заводът прекратява самостоятелното си съществуване и става цех към СК за телферостроене – Габрово, а през 1987 г. се обособява в самостоятелно предприятие под името Машиностроителен завод (МЗ) „Съюз“ – село Буря към Стопанското обединение (СО) „Заводски транспортни системи“ – Габрово. От 1991 г. влиза в състава на новообразуваното ЕАД „Подем“ – Габрово.

#### ТКЗС
Трудово кооперативно земеделско стопанство (ТКЗС) – село Буря се учредява на 29 март 1956 г., а започва своята дейност от 1 януари 1957 г. На 1 януари 1959 г. стопанството се обединява с ТКЗС – село Ловнидол, но 2 месеца по-късно се отделя и става отново самостоятелно ТКЗС. На 1 юни 1965 г. ТКЗС в селата Буря, Добромирка и Идилево образуват Държавно земеделско стопанство (ДЗС) – Добромирка, като стопанството в Буря е негово подразделение до 31 декември 1965 г., а от 1 януари 1966 г. преминава като подразделение към ДЗС – село Гостилица и е такова до 31 декември 1977 г. От 1 януари 1978 г. стопанството в Буря е подразделение на Аграрно-промишлен комплекс – Дряново на вътрешна стопанска сметка и самостоятелен баланс, а след промени в организацията и наименованието през следващите години, Окръжният съд Габрово с Решение № 1297 от 20 юли 1992 г. вписва в регистъра за кооперациите прекратяването и обявяването в ликвидация на агрофирмата с наименование ТКЗС Агрофирма ”Златен клас“ – село Буря.

## Население
Преброяване на населението през 2011 г.
Численост и дял на етническите групи според преброяването на населението през 2011 г.:
|                     | Численост | Дял (в %) |
| Общо                | 226       | 100,00    |
| Българи             | 166       | 73,45     |
| Турци               | 53        | 23,45     |
| Цигани              | 0         | 0,00      |
| Други               | 0         | 0,00      |
| Не се самоопределят | 0         | 0,00      |
| Неотговорили        | 0         | 0,00      |

## Религии
Основните религии в селото са християнство (източноправославно) и ислям.

## Обществени институции
Село Буря към 2020 г. е център на кметство Буря.
В селото към 2020 г. има:
- действащо читалище „Пробуда – 1919“;[24][25]
- православна църква „Света Параскева“;[26]
- пощенска станция;[27]
- Пенсионерски клуб.

## Личности
Родени в село Буря:
- Петър Пашов (1931 – 2009), професор лингвист, автор на популярната „Практическа граматика на българския език“;
- Елена Тотева Фучеджиева-Хинкова – работила дълги години в отдел „Кинефикация“ към Министерство на културата; благодарение на нейния труд в България пристигат много от черно-белите филми;
- Пантю Карапантев, д-р инж; бил е заместник-министър на машиностроенето, народен представител; организатор на създаването на завод „Съюз“ в селото, филиал на телферния завод „Подем“ в град Габрово.